# Turingieni

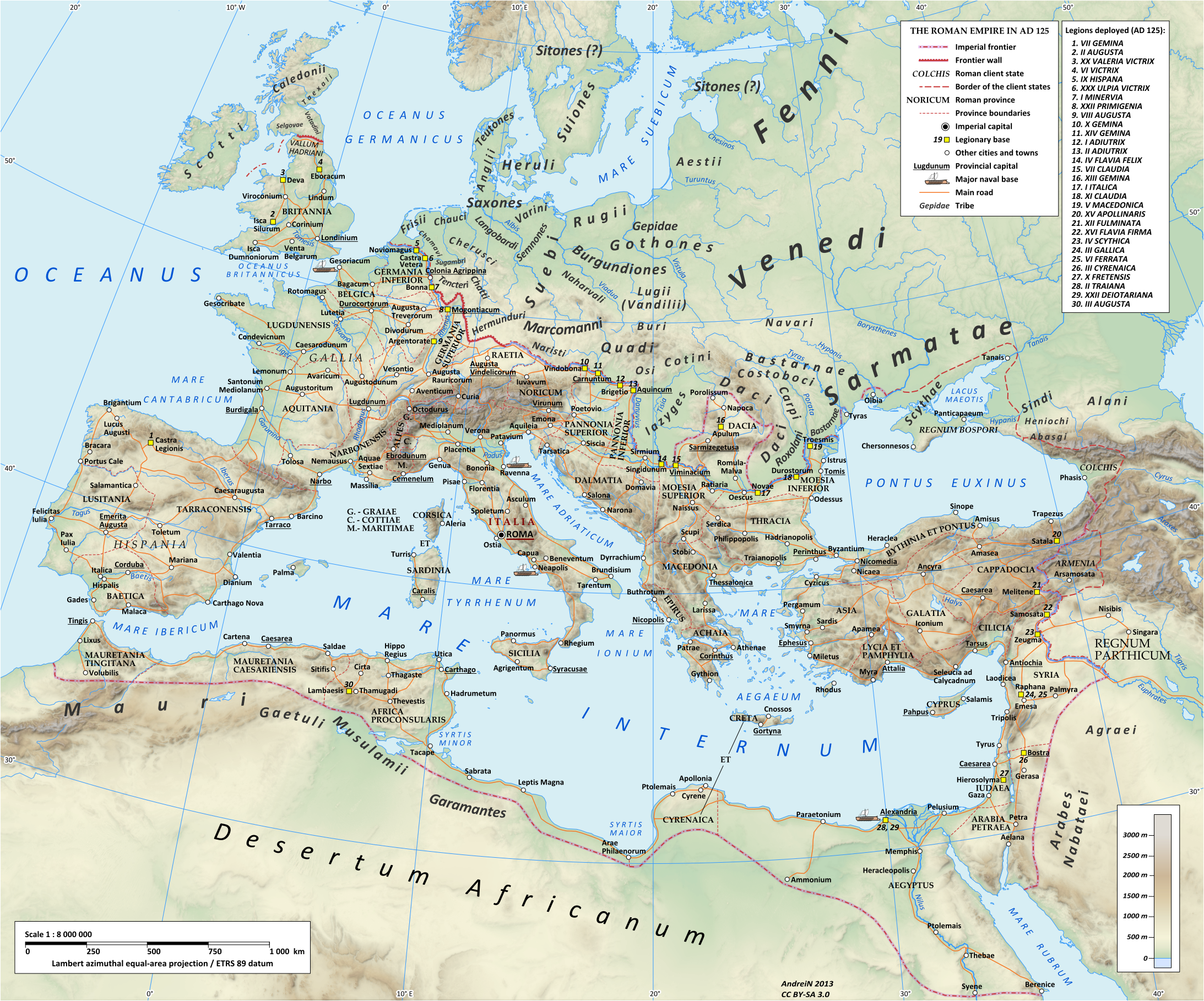
Hartă a Imperiului Roman la anul 125, cuprinzând și popoarele din Europa (inclusiv locația turingienilor în Germania actuală)

Turingienii (sau Turingii, Toringi) au reprezentat o populație germanică care a apărut în zona Munților Harz din Germania Centrală în jurul anului 280, într-o regiune care încă poartă numele lor — Turingia. Ei au apărut pentru a acoperi un teritoriu lăsat neocupat de către alți locuitori germanici — alamanii — care au migrat către sud. Se poate ca turingienii să se fi constituit pe baza celor rămași din confederația alamanică, după cum este posibil ca ei să fi constituit un trib de sine stătător. S-a sugerat că ei ar fi fost rămășițe ale tribului hermundurilor.

## Istoria politică

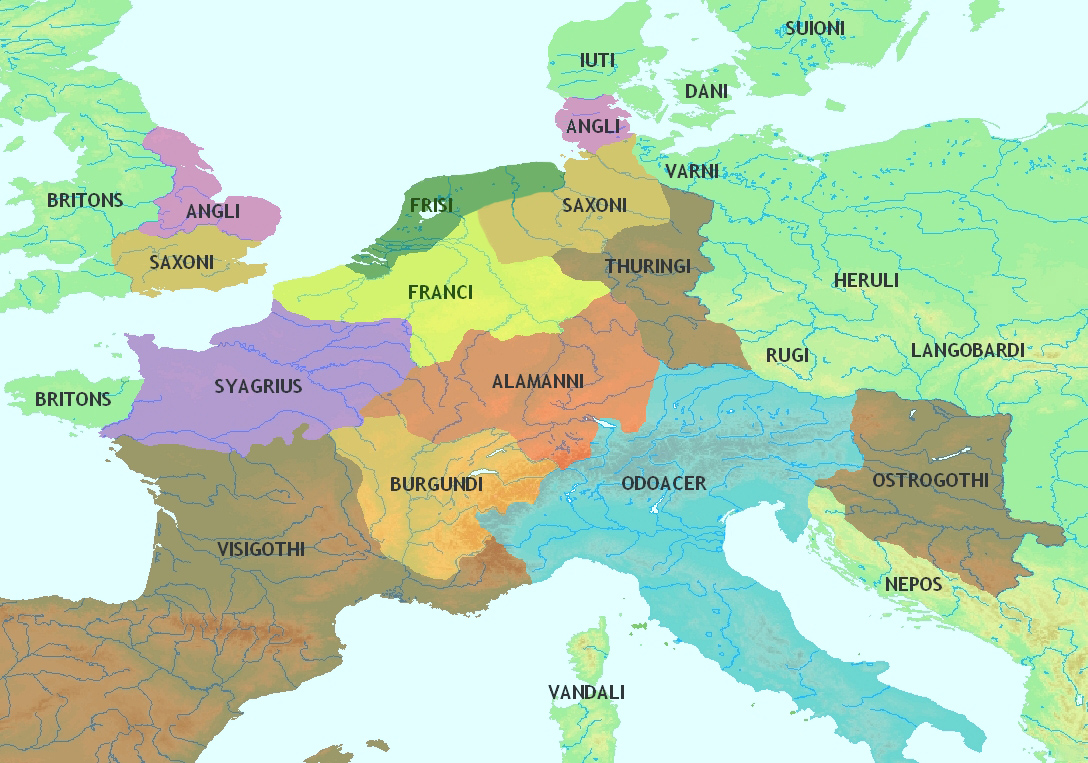
Europa occidentală la finele secolului al V-lea

Turingienii s-au stabilit în Imperiul Roman la sfârșitul secolului al V-lea. Neamul lor a atins extinderea maximă în prima jumătate a secolului al VI-lea, înainte de a fi cuceriți de către franci în 531–532. Examinarea necropolelor turingiene arată unele caracteristici craniene care sugerează puternica prezență a femeilor sau sclavilor huni, ceea ce poate indica faptul că mulți dintre turingieni ar fi luat soții de origine hună sau sclavi huni, ca urmare a prăbușirii statului hunilor. Din bijuteriile descoperite în morminte rezultă că turingienii obișnuiau să caute pentru căsătorie femei și din rândul ostrogoților și longobarzilor.
După ce au fost cuceriți, turingienii au fost puși sub conducerea unor duces franci, însă ei s-au răsculat și și-au recâștigat independența în secolul al VII-lea sub conducerea regelui Radulf I. Către sfârșitul aceluiași secol, părți din Turingia au trecut sub dominația saxonă.
În timpul majordomului franc Carol Martel și a Sfântului Bonifaciu („apostolul germanilor”), turingienii au devenit din nou supuși ai francilor, fiind guvernați de duci franci având reședința la Würzburg, către sud. Autoritatea ducilor de Turingia s-a extins sub Carol Martel și asupra unor părți din Austrasia și din platoul bavarez, inclusiv asupra văilor râurilor Lahn, Main și Neckar. Orașul-târg Raab constituia frontiera de sud-est a Turingiei în acea vreme. Văile Werra și Fulda se aflau în interiorul său, formațiunea ajungând până în câmpia Saxoniei în nord. Poziționarea sa centrală în Germania de dincolo de Rin a fost motivul pentru care Turingia a devenit un punct de plecare pentru misiunea creștină a Sfântului Bonifaciu.
Turingienii au avut o identitate separată până în anii 785–786, atunci când unul dintre conducătorii lor, Hardrad, a condus o insurecție eșuată împotriva lui Carol cel Mare. Carolingienii au codificat obiceiurile și cutumele turingienilor în cadrul Lex Thuringorum și au continuat să stabilească un tribut în cantitate de porci pentru această provincie. În secolul al X-lea, sub dinastia Ottoniană, centrul puterii turingiene se afla în nord-est, în apropiere de Erfurt. Încă la finele acestui secol, tributul în porcine era acceptat de către regii germani.

## Istoria ecleziastică
Turingienii au fost convertiți la creștinism în secolul al V-lea, însă influența creștinismului era încă limitată. Adevărata creștinare a avut loc, în paralel cu organizarea ecleziastică a teritoriului, în prima parte și la jumătatea secolului al VIII-lea prin activitatea Sfântului Bonifaciu, care a doborât simbolul păgânismului turingian ("arborele sacru" de la Geismar) în anul 724, abolind astfel vestigiile păgânismului.

## Istoria economică
În anii '20 ai secolului al XI-lea, arhiepiscopul Aribo de Mainz a început emiterea de monede la Erfurt, cel mai vechi oraș-târg din Turingia, cu o istorie mergând până în perioada merovingiană. Din acel moment, economia, în special comerțul cu sclavi, a cunoscut o creștere puternică în regiune. Erfurt reprezenta cel mai răsăritean punct de comerț al francilor.

## Istoria socială
Nobilimea turingiană, care constituia un amestec de franci, turingieni și saxoni, nu deținea pământuri pe măsura celor din Francia. Exista de asemenea o pătură de țărani agricultori liberi, mai largă decât cea din Francia, și un mai mare număr de servi, ale căror pbligații erau mai puțin opresive. Se înregistrează un mic număr de artizani și negustori, cei mai mulți făcând comerț cu slavii situați la est.

## Istoriografia
Istoria turingienilor este cel mai bine cunoscută din scrierile cuceritorilor lor franci. Scrierea lui Grigore din Tours, un galo-roman, cuprinde relatarea din vremea căderii statului turingian liber. De asemenea, saxonul Widukind de Corvey din secolul al X-lea oferă numeroase legende referitoare inclusiv la turingieni.
Autorul bizantin Procopius din Cezareea îi menționează, de asemenea, vorbind de distrugerea regatului lor. Scrierea anonimă din secolul al VII-lea Origo Gentis Langobardorum menționează un rege al turingienilor, Fisud, ca fiind contemporan cu regele merovingian Theudebert I. 